# Parafia św. Jana Chrzciciela w Łącku
Parafia Świętego Jana Chrzciciela w Łącku – parafia rzymskokatolicka znajdująca się w diecezji tarnowskiej w dekanacie Łącko. Erygowana w XII wieku. Mieści się przy ulicy Kościelnej. Prowadzą ją księża diecezjalni.